# Polska na Mistrzostwach Świata Juniorów w Lekkoatletyce 2006

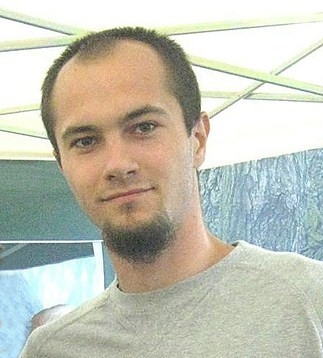
Artur Noga zdobył złoty medal w biegu na 110 metrów przez płotki

Polska na Mistrzostwach Świata Juniorów w Lekkoatletyce 2006 – reprezentacja Polski podczas zawodów w Pekinie zdobyła dwa medale w tym jeden złoty.

## Wyniki reprezentantów Polski

### Mężczyźni
- Bieg na 100 m
  - Jacek Roszko z czasem 10,61 odpadł w półfinale
  - Jakub Lewandowicz z czasem 10,75 odpadł w eliminacjach

- Bieg na 800 m
  - Marcin Lewandowski z czasem 1:48,25 zajął 4. miejsce

- Bieg na 110 m przez płotki
  - Artur Noga z czasem 13,23 zdobył złoty medal i ustanowił nowy rekord Europy juniorów

- Sztafeta 4 x 100 m
  - Drużyna w składzie Karol Kleina, Jacek Roszko, Jakub Lewandowicz i Mateusz Pluta z czasem 39,98 zajęła 5. miejsce

- Sztafeta 4 x 400 m
  - Drużyna w składzie Marcin Kłaczański, Krzysztof Tylkowski, Piotr Adamcewicz i Grzegorz Sobiński z czasem 3:09,19 zajęła 7. miejsce (w eliminacjach w miejscu Grzegorza Sobińskiego wystąpił Adam Burgiel)

- Skok wzwyż
  - Sylwester Bednarek z wynikiem 2,23 zajął 4. miejsce

- Skok o tyczce
  - Mateusz Didenkow z wynikiem 5,30 zajął 4. miejsce
  - Łukasz Michalski z wynikiem 5,30 zajął 8. miejsce

- Rzut oszczepem
  - Paweł Rakoczy z wynikiem 64,49 odpadł w eliminacjach

- Dziesięciobój
  - Karol Boduła z wynikiem 7396 pkt. zajął 9. miejsce

### Kobiety
- Bieg na 100 m
  - Marika Popowicz z czasem 11,96 odpadła w półfinale

- Bieg na 200 m
  - Ewelina Klocek z czasem 23,63 zdobyła brązowy medal
  - Marika Popowicz z czasem 24,00 odpadła w półfinale

- Bieg na 800 m
  - Agnieszka Sowińska z czasem 2:08,47 odpadła w półfinale

- Bieg na 400 m przez płotki
  - Tina Polak z czasem 57,65 odpadła w półfinale
  - Sandra Mazan z czasem 59,52 odpadła w eliminacjach

- Sztafeta 4 x 100 m
  - Drużyna w składzie Paulina Siemieniako, Marika Popowicz, Ewelina Klocek i Agnieszka Ceglarek z czasem 44,70 zajęła 5. miejsce

- Sztafeta 4 x 400 m
  - Drużyna w składzie Katarzyna Szuba, Agnieszka Sowińska, Edyta Madejewska i Tina Polak z czasem 3:47,13 zajęła 8. miejsce (w eliminacjach w miejscu Katarzyny Szuby wystąpiła Sandra Mazan)

- Trójskok
  - Sandra Chukwu z wynikiem 12,76 odpadła w eliminacjach

- Rzut młotem
  - Alicja Filipkowska z wynikiem 62,67 zajęła 5. miejsce

- Rzut oszczepem
  - Agnieszka Lewandowska z wynikiem 48,46 odpadła w eliminacjach

- Siedmiobój
  - Olimpia Nowak nie ukończyła rywalizacji